# Lejeunea massalongoana
Lejeunea massalongoana là một loài Rêu trong họ Lejeuneaceae. Loài này được (Schiffner) Solari mô tả khoa học đầu tiên năm 1983.